# Palazzo da Mula
Il Palazzo da Mula è un edificio storico ubicato a Murano (Venezia).

## Descrizione
Il Palazzo Da Mula è la più bella delle costruzioni di Murano dopo la Basilica dei Santi Maria e Donato.
Il palazzo presenta sulla facciata formelle, patere ed altri motivi incastonati, molto anteriori al Quattrocento che, nel complesso, formano il carattere dell'arte ogivale veneziana.
Quest'arte è espressa specialmente nelle aperture laterali del piano terreno, negli stipiti della porta, negli archi inflessi della loggia, come anche nelle finestre del piano nobile, nei fori circolari a disegni, nei contorni a doppi dentelli che racchiudono le principali aperture.
Il tabernacolo con statuette, sopra le finestre, ricorda la decorazione sovrapposta alla loggia maggiore del Palazzo Gritti Badoer.
I capitelli della loggia appartengono al periodo rinascimentale, mentre gli scudi con cimieri e lambrecchini furono scolpiti verso la metà del Cinquecento. Al palazzo è annesso un giardino , delizioso ritrovo di patrizi che qui convenivano per trovare un quieto riposo e luogo in cui ragionare con artisti, poeti e filosofi.

## Storia
La prima costruzione di Palazzo Da Mula è databile al XII secolo. La facciata venne rimaneggiata e nel XIV secolo abbellita nel piano superiore con la magnifica loggia e le finistre laterali in gotico fiorito di squisito gusto veneziano. Nella facciata appaiono incastonati ornamenti e formelle di stile veneto-bizantino dei sec. XII-XIII, forse appartenenti ad altri edifici vicini.
La struttura cinquecentesca e seicentesca del palazzo è riconducibile alla famiglia Da Mula, che aveva acquisito il palazzo dalla famiglia aristocratica dei Diedo nel 1621. I Da Mula risiedettero in questo palazzo sino al 1712, quando venne affittato alla famiglia aristocratica di Giacomo Fontanella, membro della nuova aristocrazia dei maestri vetrai, per una somma di 110 ducati. La proprietà passò poi al figlio di Giacomo, Zuanne Fontanella.
Nel palazzo di proprietà all'industriale muranese cav. uff. Vittorio Barbini, nell'anno 1938 il signor Domenico Busso tentò,  con felice riuscita, la riproduzione di celebri vetri antichi a filligrana sia bianchi che colorati che da molto tempo non si lavoravano più e la cui fabbricazione era quasi andata perduta. Il Bussoin ebbe il conforto di vedere i suoi vetri accolti nelle gallerie imperiali di Parigi, Vienna, Pietroburgo e nel museo reale di Torino, ottenendo un premio dall'Istituto lombardo-veneto. 
Nel 1866 venne aperta la fabbrica di soffiati e di vetri a filigrana ad uso antico della ditta Antonio Salviati. Quest'uomo che aveva fatto rivivere la vecchia arte del mosaico volle impiantare una fornace per raccogliere le più alte capacità artistiche muranesi e cercare di ripetere i vetri dei secoli XV e XVI che affascinavano ancora le più colte nazioni europee. 
Dopo questa stagione industriale, si ipotizzò la cessione del palazzo al Comune di Murano per trasportarvi gli uffici comunali ospitati nel Palazzo Giustinian così da poter allargare le sale di esposizione per il museo vetraio. Nel Palazzo Da Mula si sarebbero potute aprire sale per lettura, conferenze, biblioteca d'interesse vetraio. Il progetto però non venne attuato ed il palazzo cadde in una situazione di degrado.
Dopo un importante ed attento restauto oggi l'edificio è sede distaccata della Municipalità di Venezia-Murano-Burano e ospita gli uffici dell'anagrafe. Il piano nobile è utilizzato per numerose attività culturali.

## Galleria d'immagini

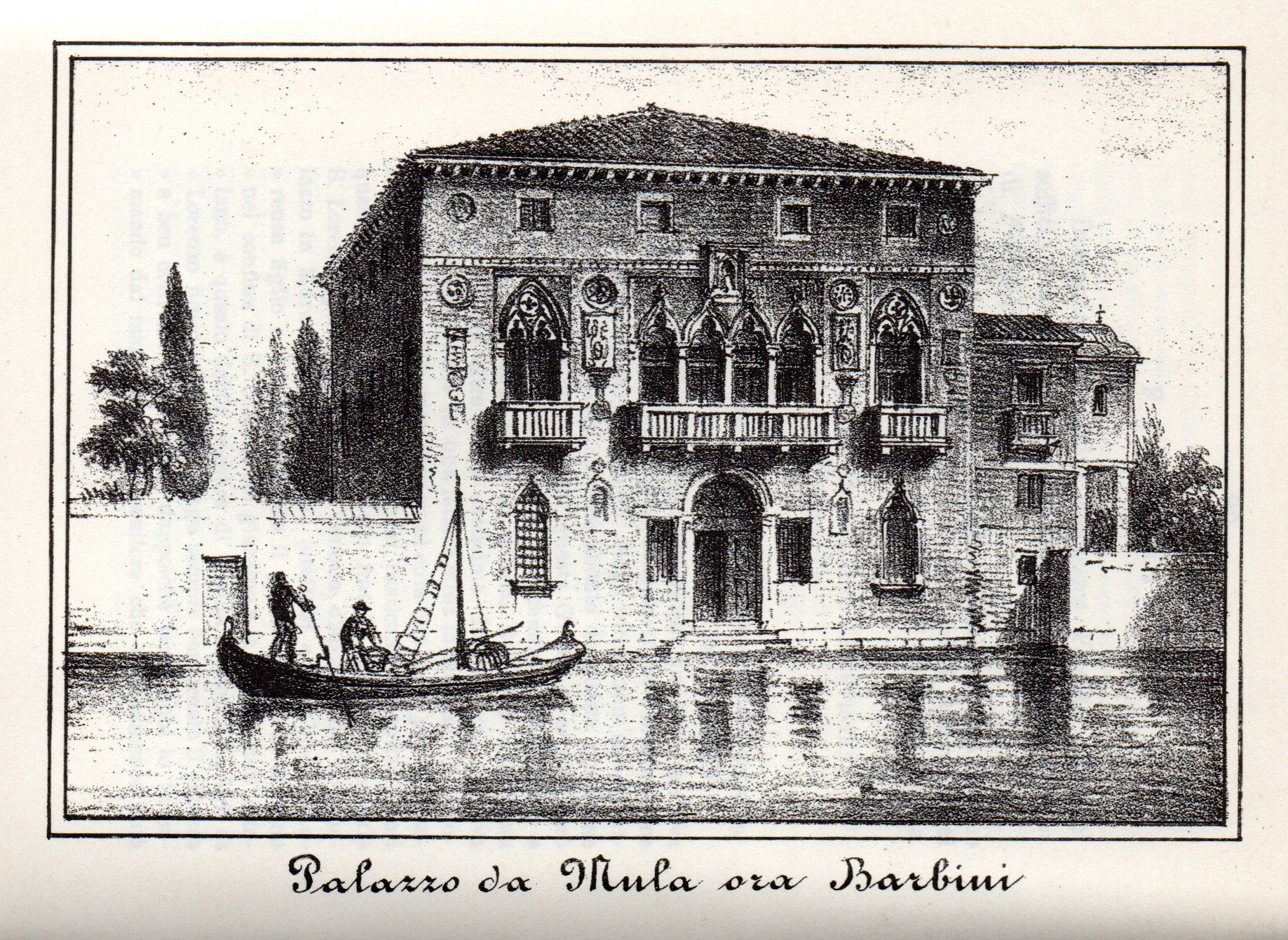
Palazzo Da Mula, 1866
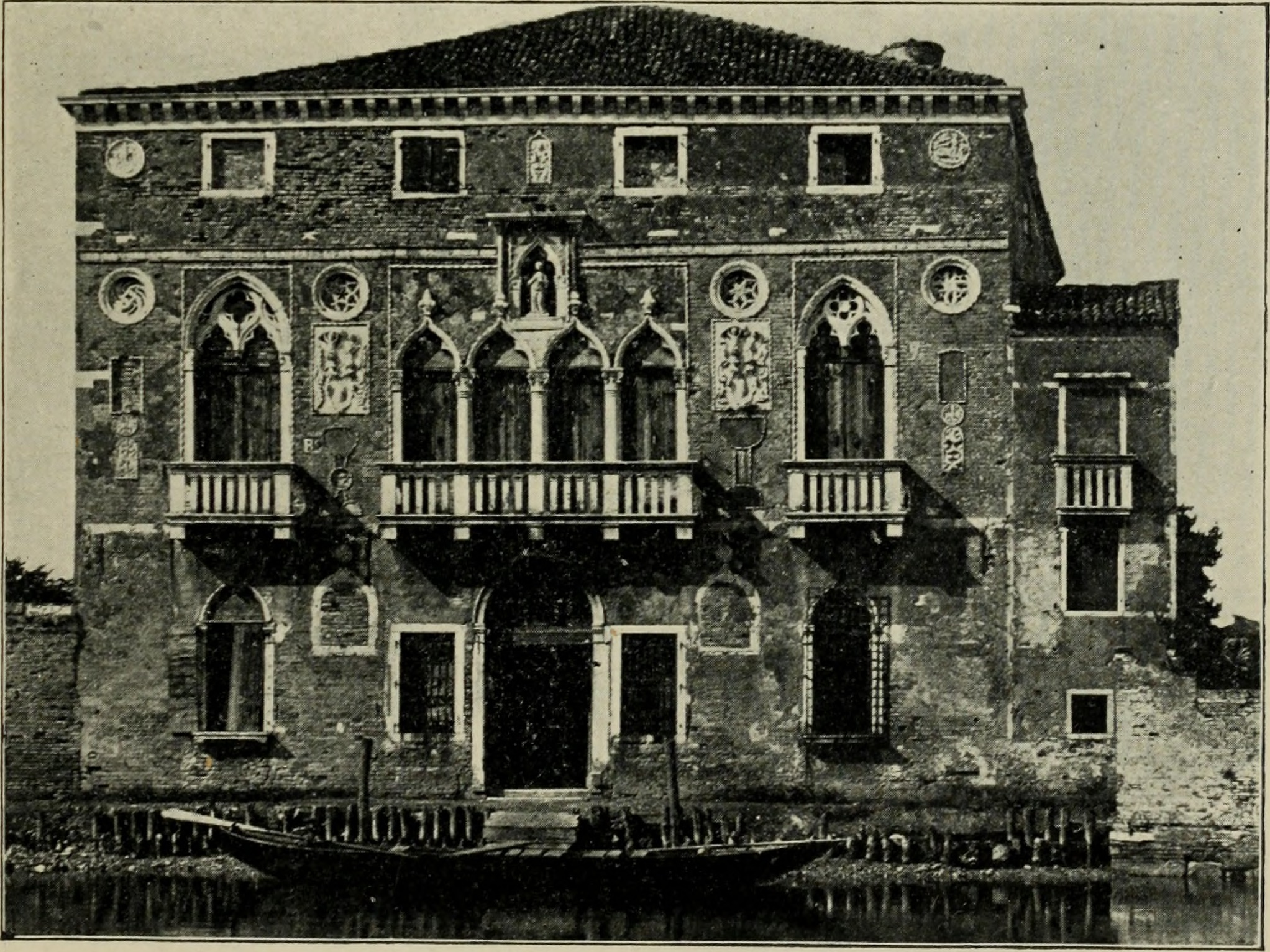
Palazzo Da Mula, 1901
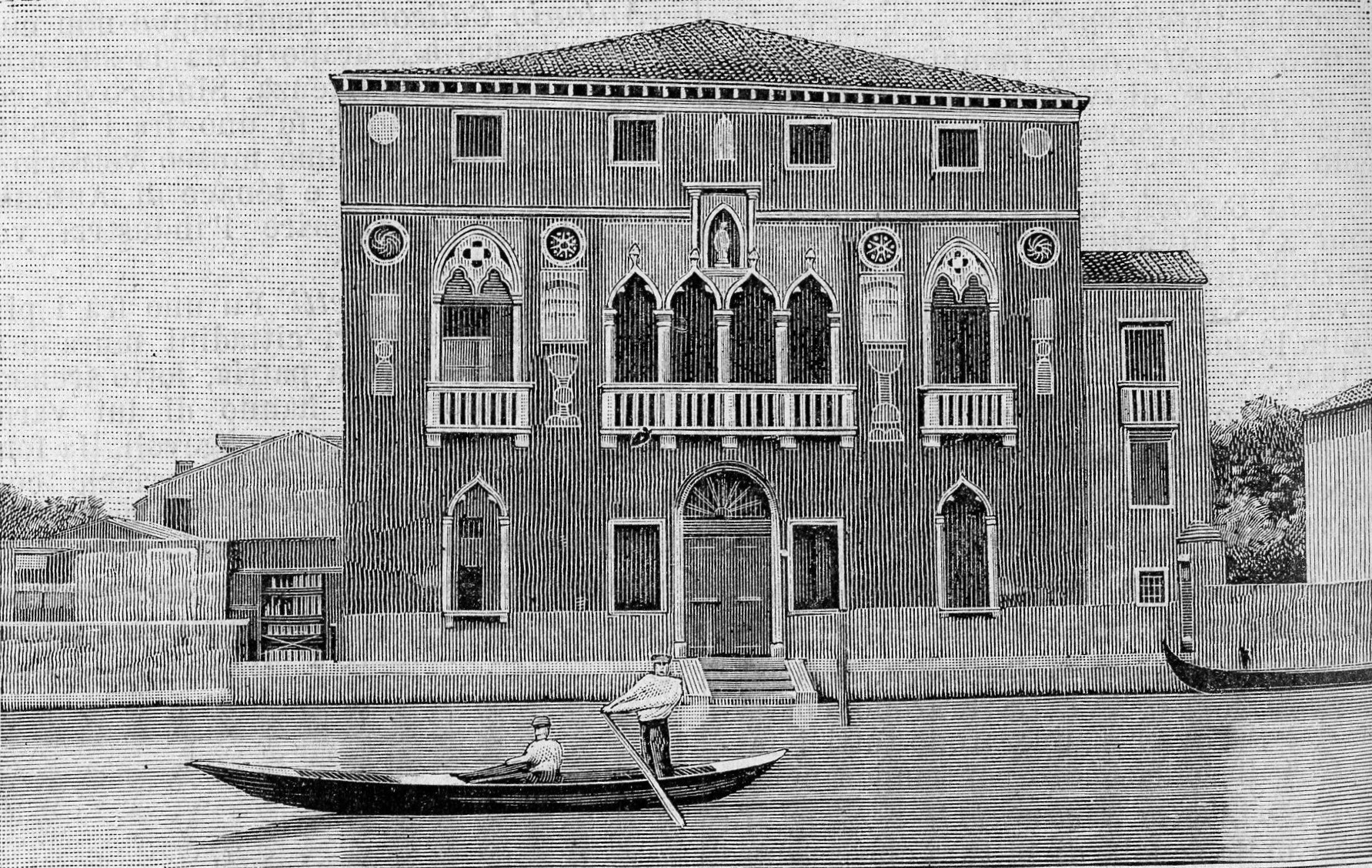
Murano, Palazzo Da Mula (xilografia)
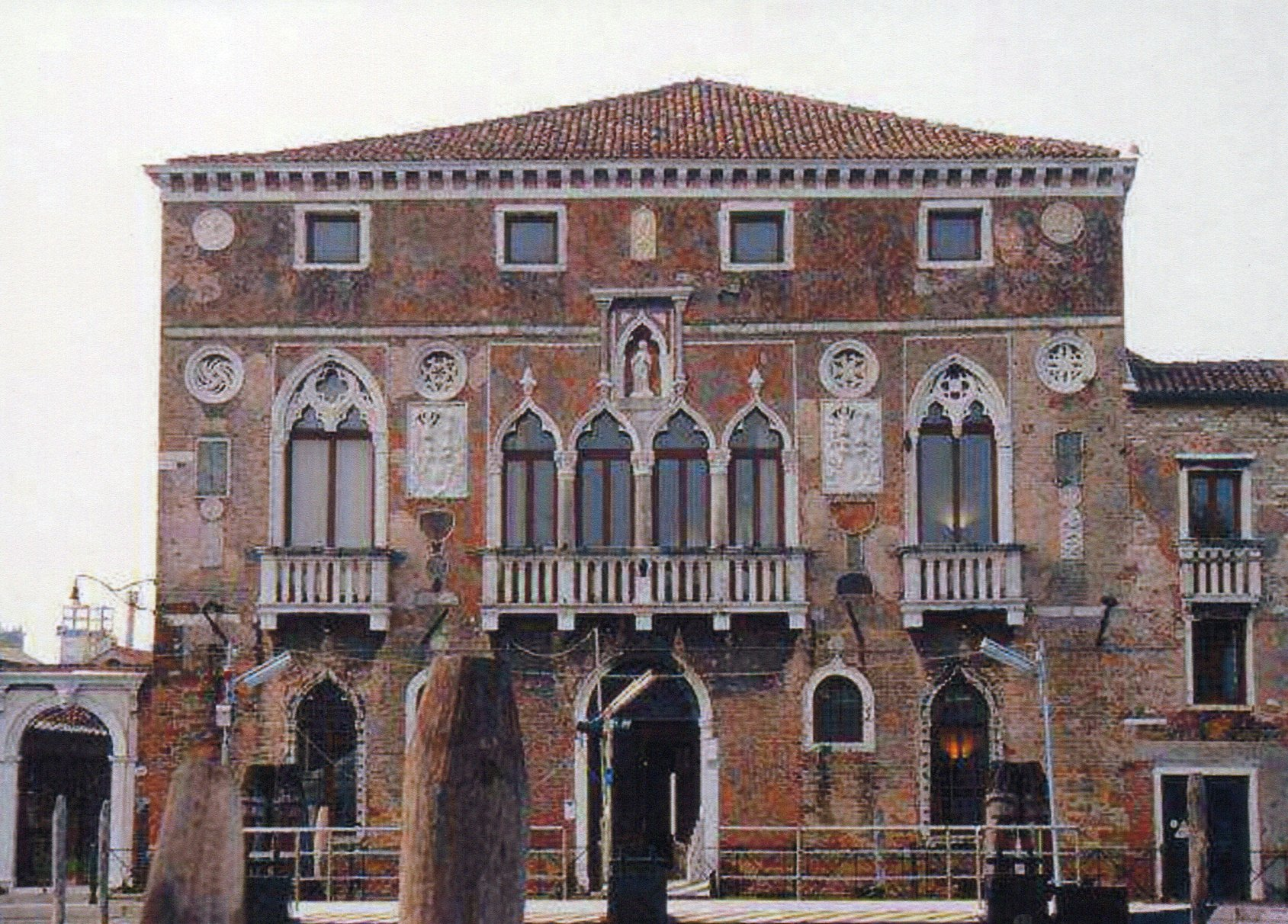
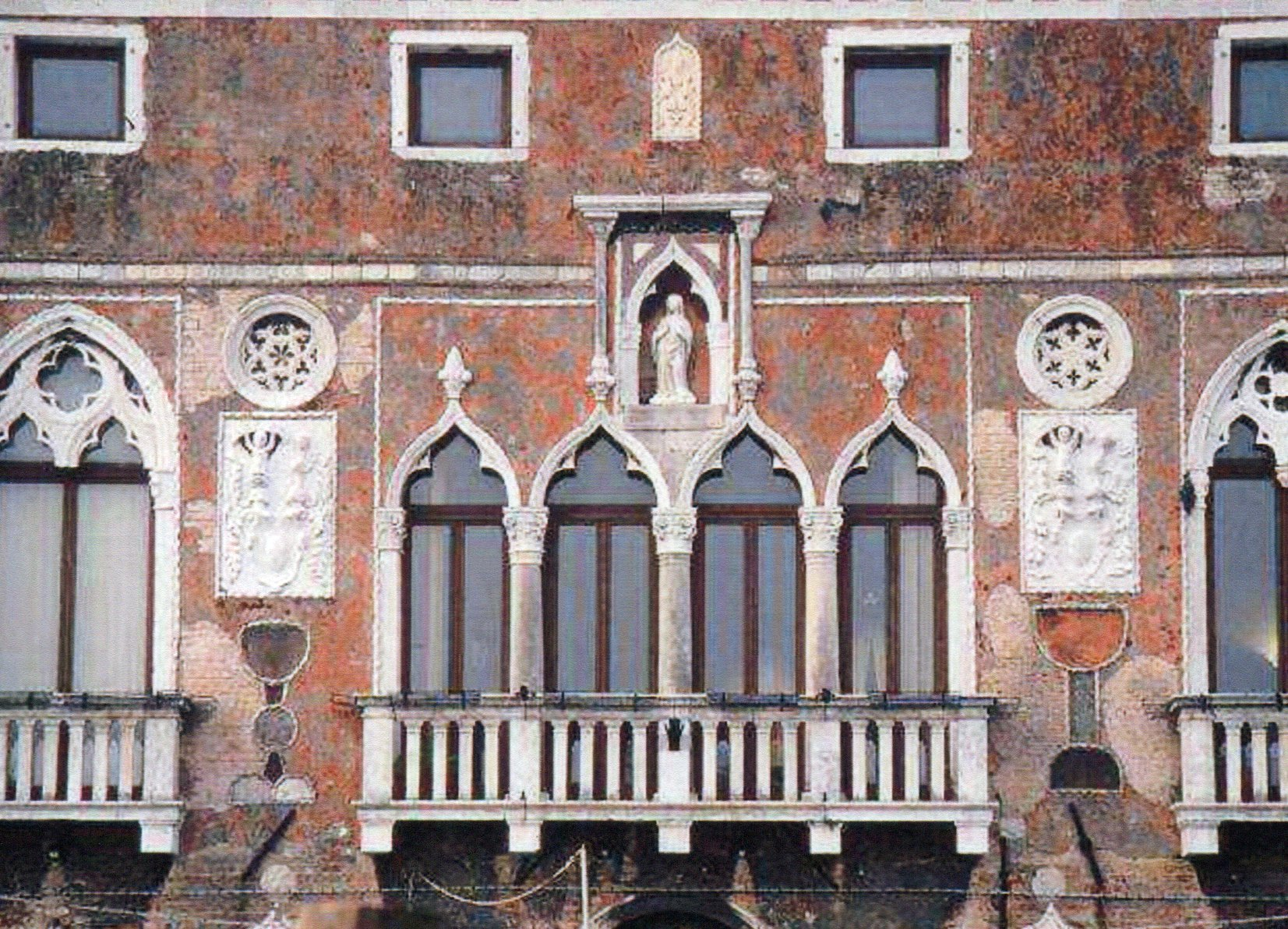
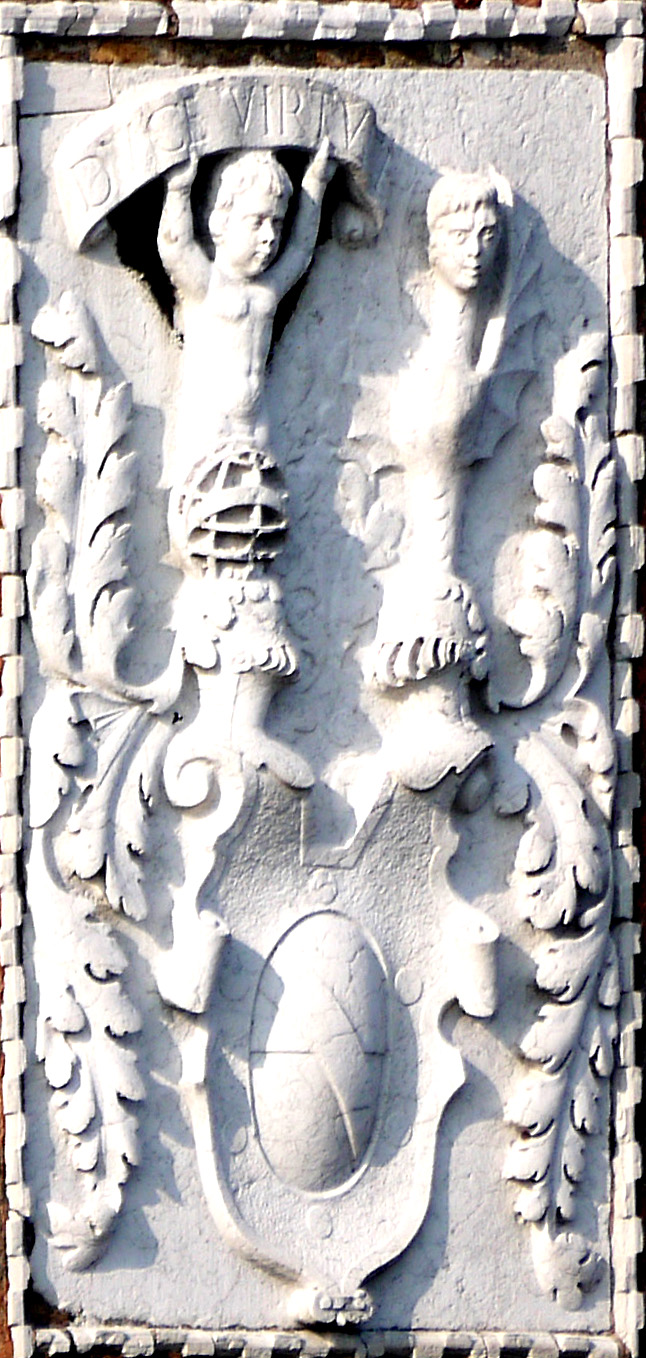
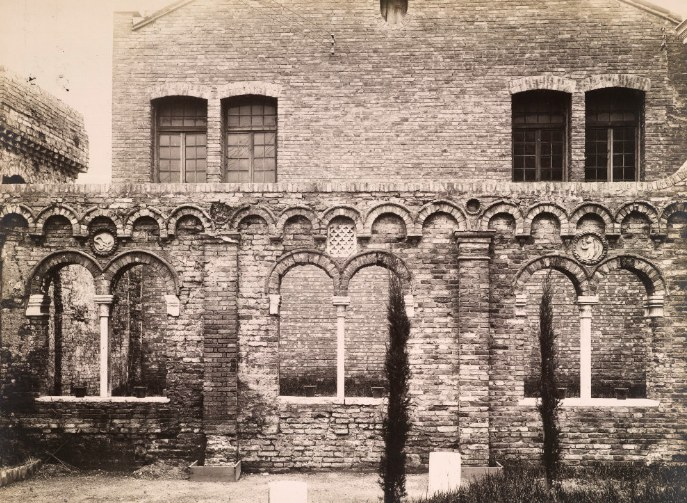
Palazzo Da Mula, Murano
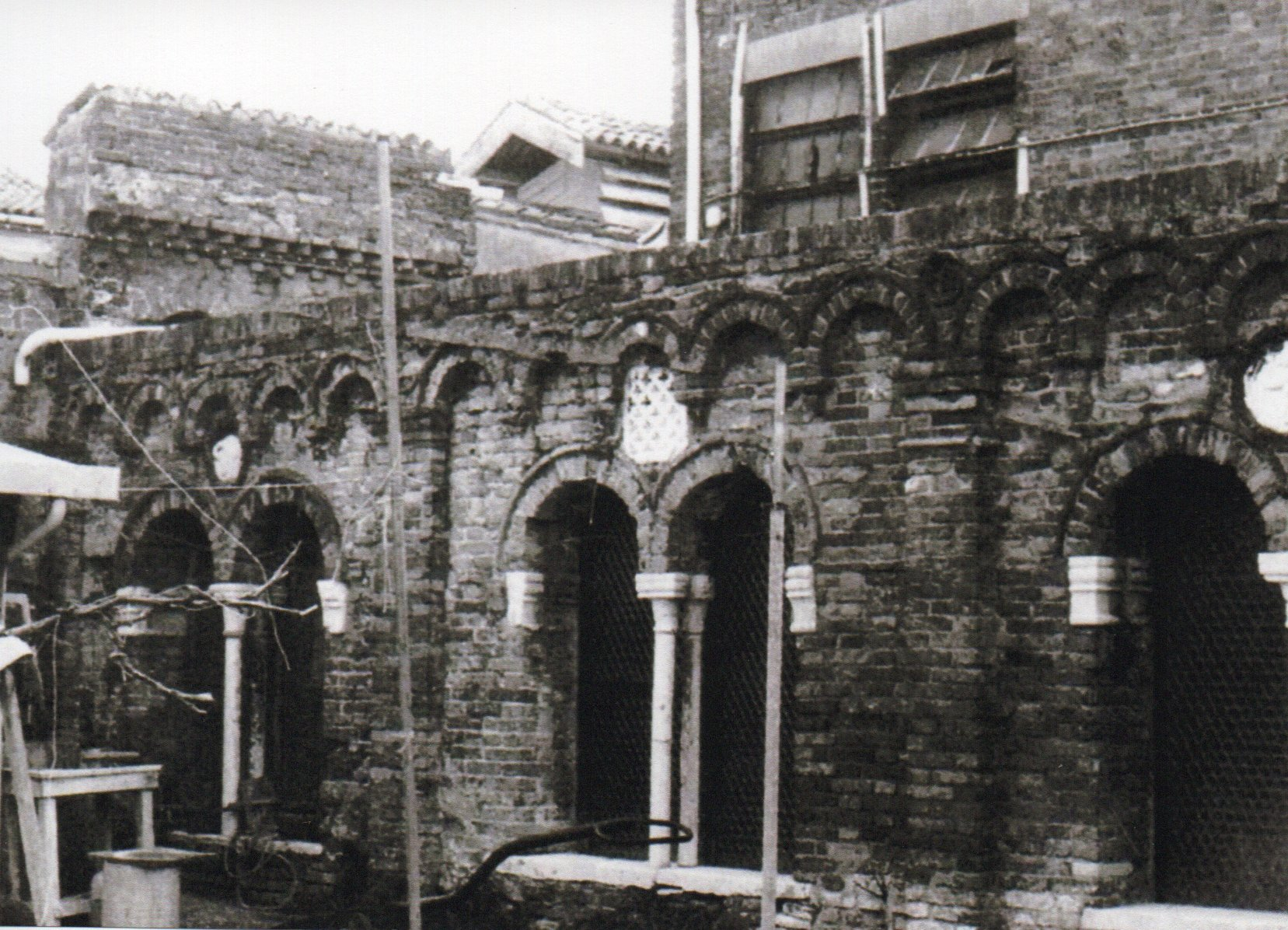
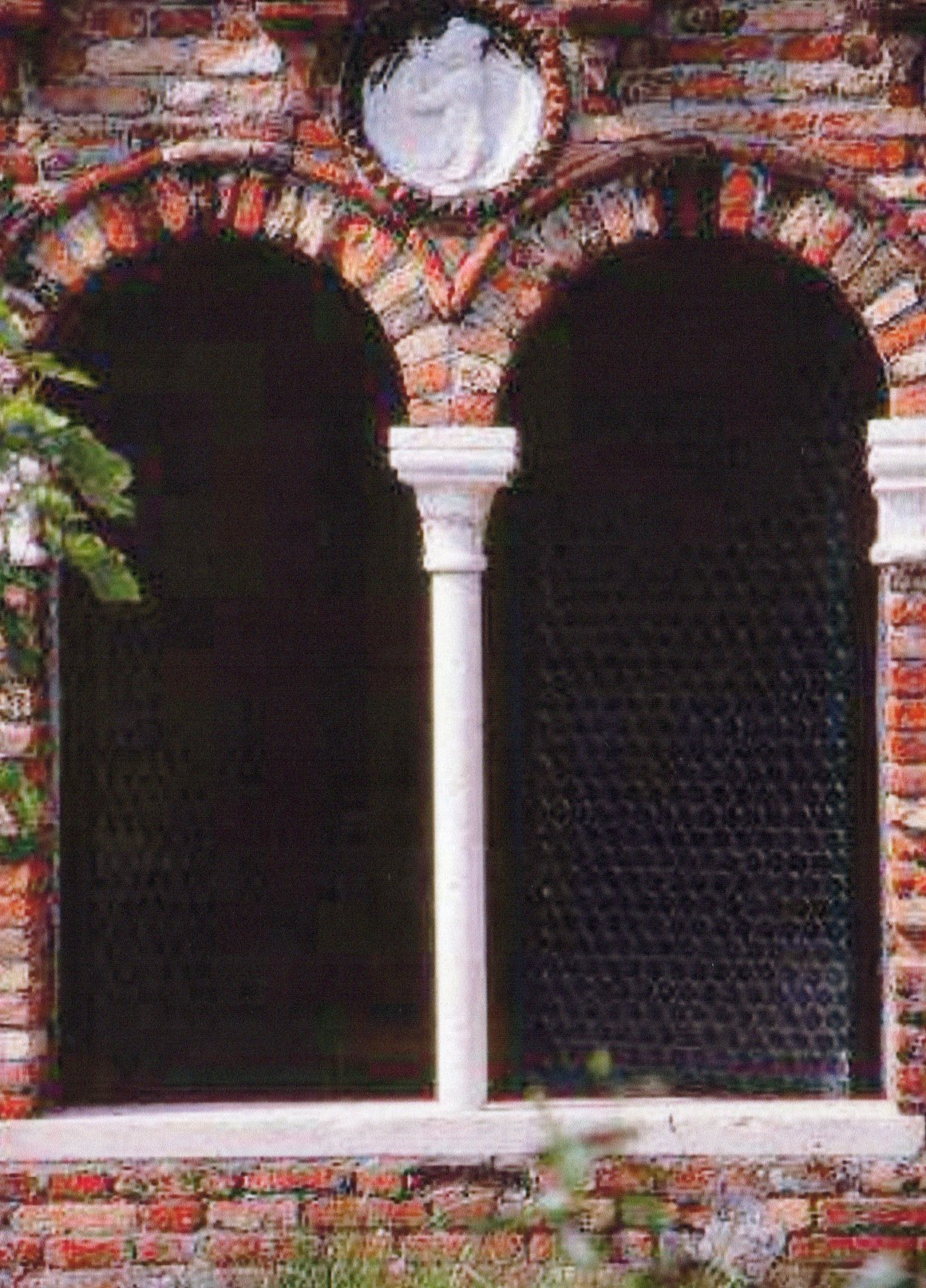
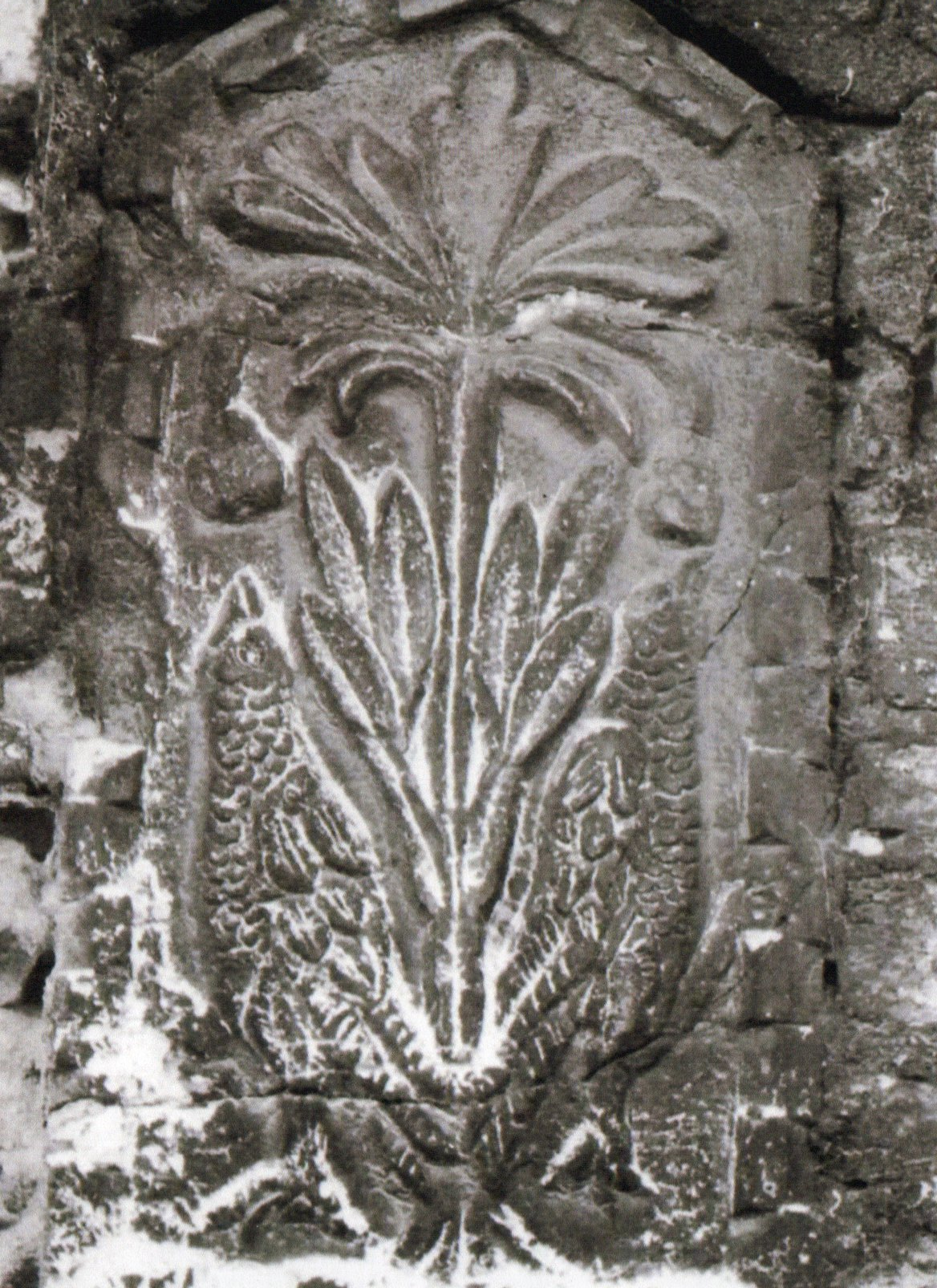
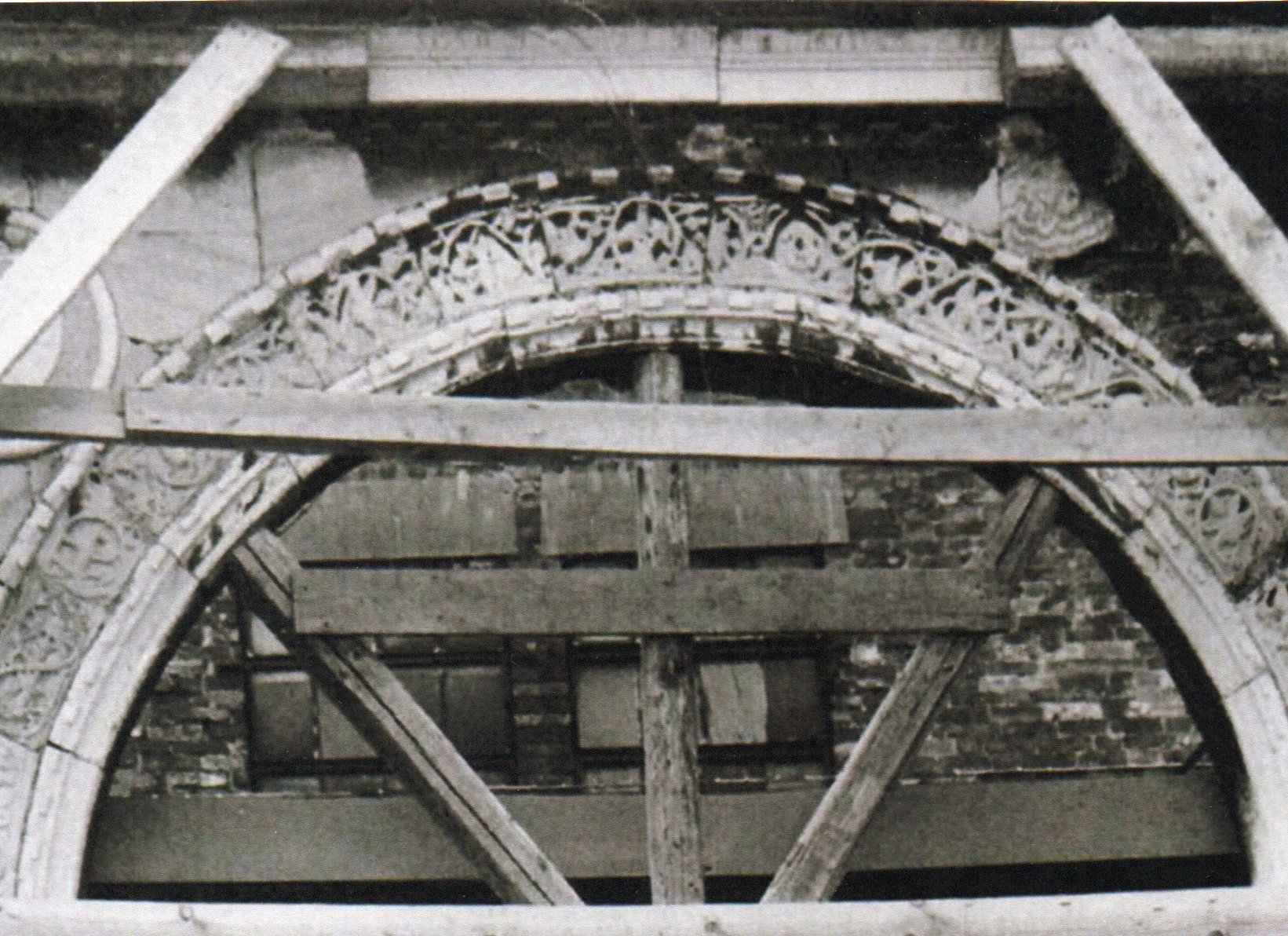
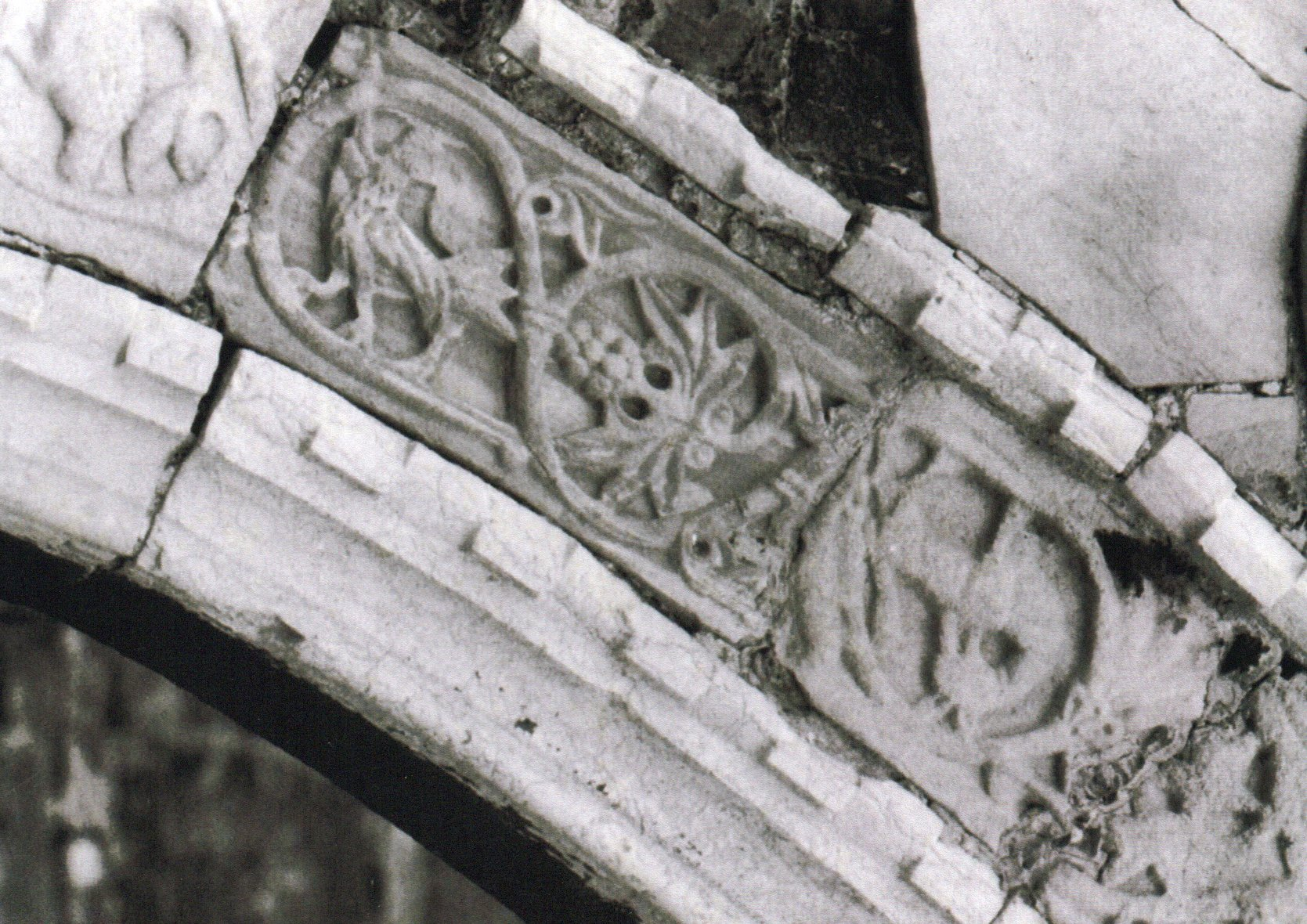
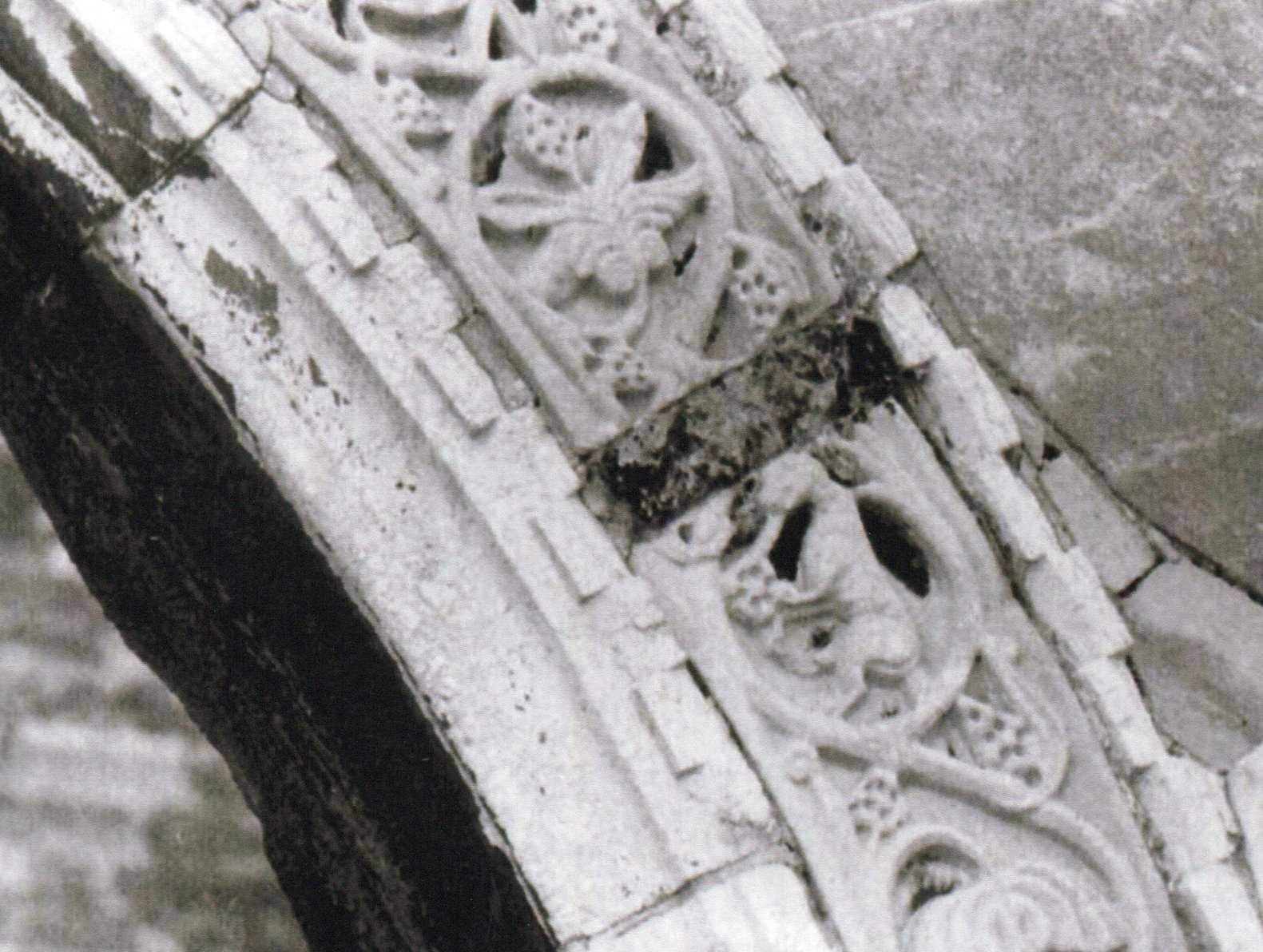